# Cibatu (Cikarang Selatan)
Cibatu is een bestuurslaag in het regentschap Bekasi van de provincie West-Java, Indonesië. Cibatu telt 15.785 inwoners (volkstelling 2010).